# Instytut Solidarności i Męstwa im. Witolda Pileckiego w Warszawie
Instytut Solidarności i Męstwa im. Witolda Pileckiego (Instytut Pileckiego) – państwowa instytucja naukowo-badawcza z siedzibą przy ul. Siennej 82 w Warszawie. 

## Historia
Utworzona na podstawie ustawy z dnia 9 listopada 2017 r. o Instytucie Solidarności i Męstwa. 
Początkowo miał on nosić nazwę Instytut Solidarności i Odwagi. Obecną nazwę ustalono w czasie prac parlamentarnych nad ustawą. Instytut Pileckiego został stworzony na potrzeby interdyscyplinarnej i międzynarodowej refleksji nad kluczowymi zagadnieniami XX wieku: dwoma totalitaryzmami – niemieckim i sowieckim, a także konsekwencjami ich działań. W obiegu dziennikarskim Instytut zyskał miano „polskiego Jad Waszem”. Posiada oddziały krajowe: w Warszawie i Augustowie – oraz zagraniczne: w Berlinie i Rapperswilu (Szwajcaria). W 2023 roku minister kultury i dziedzictwa narodowego prof. Piotr Gliński zapowiedział utworzenie kolejnej zagranicznej filii Instytutu w Nowym Jorku.

## Cele i zadania
Zgodnie z art. 3 ust. 1 ustawy z dnia 9 listopada 2017 r. o Instytucie Solidarności i Męstwa celem jego działalności „jest inicjowanie, podejmowanie i wspieranie działań mających na celu upamiętnienie i uhonorowanie osób żyjących, zmarłych lub zamordowanych, zasłużonych dla Narodu Polskiego, zarówno w kraju, jak i za granicą, w dziele pielęgnowania pamięci lub niesienia pomocy osobom narodowości polskiej lub obywatelom polskim innych narodowości będącym ofiarami zbrodni sowieckich, nazistowskich zbrodni niemieckich, zbrodni z pobudek nacjonalistycznych lub innych przestępstw stanowiących zbrodnie przeciwko pokojowi, ludzkości lub zbrodni wojennych, w okresie od dnia 8 listopada 1917 r. do dnia 31 lipca 1990 r.”
Do ustawowych zadań Instytutu w szczególności należy prowadzenie, inicjowanie i wspieranie badań naukowych w zakresie wynikającym z celów Instytutu, prowadzenie oraz poszerzanie baz danych, księgozbiorów i archiwów służących celom Instytutu; popularyzowanie, dokumentowanie i poszerzanie wiedzy w zakresie objętym celami Instytutu, w tym gromadzenie, ewidencjonowanie, 
przechowywanie, digitalizacja, opracowywanie, tłumaczenie, udostępnianie i zabezpieczanie materiałów lub ich kopii, w tym poprzez współpracę z innymi podmiotami; działalność popularyzująca dokonania osób, będących przedmiotem zainteresowania Instytutu; występowanie z wnioskiem do Prezydenta Rzeczypospolitej Polskiej o nadanie tym osobom Medalu Virtus et Fraternitas oraz zgłaszanie ministrowi właściwemu do spraw zagranicznych inicjatywy nadania Krzyża Wschodniego lub Krzyża Zachodniego. 

## Organy i struktura organizacyjna
Organami Instytutu są: dyrektor, Rada Pamięci oraz Rada Naukowa, która składa się 12 członków. Zadanie organizowania Instytutu minister kultury i dziedzictwa narodowego Piotr Gliński powierzył dr. Jerzemu Rohozińskiemu.
W latach 2017–2021 funkcję dyrektora pełnił Wojciech Kozłowski, następnie w latach 2021–2024 Magdalena Gawin. W 2024 p.o. dyrektora był Wojciech Kozłowski, jego następcą został Krzysztof Ruchniewicz.
Zastępcami dyrektora są Anna Gutkowska, Łukasz Mieszkowski i Przemysław Wiszewski.
Ustawa z dnia 20 lipca 2018 r. o zmianie ustawy o Instytucie Solidarności i Męstwa oraz niektórych innych ustaw spowodowała włączenie Ośrodka Badań nad Totalitaryzmami im. Witolda Pileckiego w ramy organizacyjne Instytutu Solidarności i Męstwa. Weszła ona w życie 29 sierpnia 2018 z wyjątkiem dwóch przepisów, które weszły w życie 15 sierpnia 2018

## Działalność w Augustowie
Jednym z zadań Instytutu jest badanie i upamiętnianie sowieckiej zbrodni tzw. "obławy augustowskiej" na żołnierzach polskiego podziemia niepodległościowego. W lipcu 1945 roku żołnierze Armii Czerwonej i funkcjonariusze sowieckiego aparatu bezpieczeństwa wspierani przez funkcjonariuszy UB rozpoczęli obławę w lasach Puszczy Augustowskiej, w rejonie Augustowa, Suwałk, Druskiennik, Jaziewa i Sejn. 
W Augustowie z inicjatywy Instytutu Pileckiego powstało Muzeum Obławy Augustowskiej, będące oddziałem Instytutu. Na siedzibę nowej placówki muzealnej przeznaczony został historyczny „Dom Turka” – dawna siedziba NKWD i UB. Instytut realizuje jego gruntowną renowację, poprzedzoną inwentaryzacją oraz badaniami archeologicznymi w poszukiwaniu wszelkich śladów po więźniach i ofiarach.
Inauguracja działalności w Augustowie nastąpiła 12 października 2021 roku. Po raz pierwsze otwarto progi Muzeum w "Domu Turka" dla szerokiej publiczności w ramach cyklu wydarzeń kulturalnych pod hasłem „Oblicza Obławy”. Wystawy, koncerty, wykłady i projekcje filmowe mają opowiadać o tragicznych wydarzeniach z lipca 1945 roku i szerzej – o historii Augustowa i Suwalszczyzny w XX wieku na tle dziejów Polski i Europy. 

## Działalność za granicą
Berlin
Od 2019 roku w Berlinie funkcjonuje pierwsza zagraniczna filia Instytutu Pileckiego. Dnia 16 września 2019 roku Minister Kultury i Dziedzictwa Narodowego Piotr Gliński dokonał uroczystego uroczystego otwarcia placówki. List okolicznościowy wystosował prezydent RP Andrzej Duda. Kierownictwo nad berlińskim biurem Instytutu objęła Hanna Radziejowska z zastępcą Mateuszem Fałkowskim. Siedziba placówki mieści się na Placu Paryskim, vis-a-vis Bramy Brandenburskiej, w sąsiedztwie ambasad Francji i USA.
Działalności Instytutu Pileckiego w Berlinie została zainaugurowana przez spektakl „Niechciane sny” w reżyserii Moniki Grochowskiej, oparty na treści koszmarów sennych byłych więźniów obozu KL Auschwitz. Otwarciu placówki towarzyszył wernisaż wystawy "Der Freiwillige. Witold Pilecki und die Unterwanderung von Auschwitz", prezentującą bohaterskie dokonania patrona Instytutu w okresie II wojny światowej i tragiczny koniec w latach powojennych. Kuratorami wystawy zostali brytyjski dziennikarz Jack Fairweather i dyrektor placówki Hanna Radziejowska.
Nowy Jork i Tel Awiw
Nowelizacja ustawy fundującej Instytut otworzyła nowe możliwości działalności statutowej tej instytucji za granicą. Planowane jest otwarcie, na wzór Berlina, stałych placówek Instytutu Pileckiego w Nowym Jorku oraz Tel Awiwie. 
Już 21 sierpnia 2019 roku Instytut otworzył w siedzibie Organizacji Narodów Zjednoczonych w Nowym Jorku wystawę „Lemkin. Witness to the Age of Genocide”. Ekspozycja ma na celu przybliżyć postać Rafała Lemkina, polskiego prawnika pochodzenia żydowskiego, autora pojęcia „ludobójstwo”. 
15 grudnia 2019 roku Instytut Pileckiego we współpracy z Instytutem Polskim w Tel Awiwie otworzył w Centrum Dziedzictwa im. Manachema Begina w Jerozolimie wystawę "Passports for Life", która opowiada o działalności grupy Aleksandra Ładosia.